# Ниссенсон, Джозеф
Джозеф Майкл Ниссенсон (англ. Joseph Michael Nissensohn; род. 31 декабря 1950 года,  штат Северная Каролина) — американский серийный убийца, совершивший в период с 1981 года по 1989 год серию из как минимум 4 убийств девушек и женщин на территории двух штатов США. Настоящее количество жертв Ниссенсона неизвестно. Он является основным подозреваемым в совершении ещё ряда убийств, так как по ходу своей профессиональной деятельности являлся водителем-дальнобойщиком и постоянно передвигался по территории США. В 2013 году Ниссенсон на территории штата Калифорния был приговорен к смертной казни.

## Биография
О ранних годах жизни Ниссенсона известно крайне мало. Известно что Джозеф родился 31 декабря 1950 года на территории штата Северная Каролина. После окончания школы, Ниссенсон в конце 1960-х освоил профессию водителя и все последующие годы работал водителем-дальнобойщиком. В течение двух десятилетий Ниссенсон посетил множество штатов США, где вследствие рода своей деятельности много свободного времени проводил в кварталах красных фонарей, где был замечен в пользовании услуг проституток и в употреблении наркотических средств. В середине 1980-х Джозеф познакомился с Шерил Роуз, на которой он женился 22 августа 1989 года.

## Убийство Салли Цаггарис
5 сентября 1990 года Джозеф Ниссенсон был арестован в одном из мотелей, расположенных на территории города Атланта (штат Джорджия) по обвинению в совершении убийства 46-летней Салли Джо Цаггарис. Женщина была убита 3 мая 1989 года в городе Такома (штат Вашингтон). Согласно свидетельствам жены Ниссенсона - Шерил Роуз, весной 1989 года она, Джозеф и ее сын проживали в Такоме, где много свободного времени проводили за употреблением наркотических средств. Будучи представителем субкультуры БДСМ, Джозеф содержал в кузове своего грузовика различное оборудование, используемое для эротико-эстетической практики бондаж. 3 мая 1989 года он познакомился с 46-летней проституткой Салли Джо Цаггарис, которой он заплатил деньги за оказание сексуальных услуг. Согласно версии Шерил Роуз, Ниссенсон и Цаггарис приняли большое количество метамфетамина, после чего занялись сексом, во время котрого Ниссенсон  с целью психофизиологического удовольствия стал подвергать женщину унижениям и пыткам. После того как Цаггарис стала оказывать ему сопротивление, между ними произошла драка, во время которой Джозеф Ниссенсон зарезал Салли Цаггарис двумя ударами ножа. Шерил Роуз утверждала, что после совершения убийства они сбросили труп жертвы и покинули Такому и переехали на территорию штата Калифорния. Они остановились в городе Саус Лейк Тахо (штат Калифорния), где по версии следствия летом 1989 года Ниссенсон познакомился с 15-летней Кэти Грейвс, которая вела маргинальный образ жизни и росла в социально-неблагополучной обстановке. По словам Шерил Роуз, в тот период у Джозефа и Кэти Грейвс начались интимные отношения. Они проводили совместно много времени, в течение которого принимали большое количество алкогольных напитков и наркотических средств. 10 августа 1989 года Ниссенсон вывез Шерил Роуз и Кэти Грейвс в лесистую местность, где по словам Роуз в лесу совершил на нападение на Грейвс, в ходе которого убил ее. Роуз утверждала, что после совершения убийства они покинули территорию штата Калифорния и переехали на территорию штата Флорида, где Ниссенсон вследствие того, что она стала свидетелем убийства подвергал ее избиениям и угрожал убийством. Летом 1990 года Шерил Роуз сбежала от Ниссенсона и появилась в приюте для бездомных, где ее самочувствие вследствие от одного из избиений резко ухудшилось. Она была доставлена в больницу, где ей была оказана медицинская помощь. В этот период она была подвергнута допросу полицией, в ходе которого рассказала о том, что Ниссенсон совершил убийства Кэти Грейвс и Салли Джо Цаггарис. Также Роуз утверждала о том, что помимо этих убийств, Джозеф Ниссенсон совершил еще два убийства на территории штата Оклахома и одно убийство на территории штата Невада. После ареста Ниссенсону было предъявлено обвинение в совершении убийства Цаггарис. 17 октября 1991 года вердиктом жюри присяжных заседателей он был признан  виновным в убийстве второй степени, после чего суд назначил ему уголовное наказание в виде 25 лет лишения свободы.

## Последующие обвинения
В конце 2007 года Джозеф Ниссенсон получил условно-досрочное освобождение. Он должен был выйти на свободу 8 февраля 2008 года, однако 29 января того же года окружная прокуратура округа Эль-Дорадо (штат Калифорния) возбудила уголовное дело, выдвинув против Джозефа Ниссенсона обвинение в совершении убийства  Кэти Грейвс, на основании чего в день освобождения Ниссенсон был этапирован из тюрьмы в окружную тюрьму округа Пирс, где дожидался этапирования на территорию штата Калифорния для проведения судебного процесса.
В октябре 2008 года Ниссенсону были предъявлены обвинения в совершении еще двух убийств. Прокуратура округа Монтеррей предъявила Джозефу обвинения в совершении убийств 13-летней Тэмми Джаршке и 14-летней Тани Джонс, которые сбежали из дома в начале лета 1981 года. В последний раз девочки были замечены на территории округа Монтеррей в конце июня. 9 сентября 1981 года группа лесорубов обнаружила разложившееся тело Тани Джонс, привязанное электрическим проводом к дереву, в лесистой местности округа Монтерей. Сотрудники полиции, прочесывая местность в поисках улик, обнаружили поблизости от останков Джонс скелетированные останки Тэмми Джаршке. В середине 2009 года Ниссенсон был этапирован с территории штата Вашингтон на территорию штата Калифорния, где в феврале 2010 года начались предварительные судебные слушания в окружном суде округа с целью определению того, достаточно ли доказательств для рассмотрения уголовного дела и проведения судебного процесса. Основной доказательной базой обвинения стали показания свидетелей, которые заявили что в разные годы стали свидетелями убийств и соучастниками. Так в качестве доказательств причастности Джозефа Ниссенсона к совершению убийств Тани Джонс и Тэмми Джаршке стали показания лучшего друга Джозефа - Джесси Прито, который заявил что в конце июня 1981 года он и Ниссенсон посадили в свой автомобиль Таню Джонс и Тэмми Джаршке. Согласно утверждениям Прито, 25 июня того же года после совместного употребления наркотических средств и алкогольных напитков Ниссенсон вывез девочек в лесистую местность, где избил, изнасиловал и задушил. Команда адвокатов Ниссенсона требовала от суда отказать прокуратурам в проведении судебного процесса из-за недостатка очевидных улик, свидетельствующих о его причастности, однако после нескольких недель судебных слушаний, судья Сюзанна Кингсбери в июле того же года вынесла решение о проведении судебного процесса. Прокуратура округа Монтеррей и Эль-Дорадо подали ходатайство об объединении уголовных дел и проведении  одного судебного процесса, которое в конечном итоге было удовлетворено несмотря на протест адвокатов Джозефа Ниссенсона.

## Суд
Судебный процесс открылся в ноябре 2013 года. Основными доказательствами причастности Ниссенсона стали показания Джесси Прито и его бывшей жены Шерил Роуз, которые свидетельствовали о том, что Джозеф Ниссенсон убил Таню Джонс, Тэмми Джаршке и Кэти Грейвс. Так как Джесси Прито и Шерил Роуз умерли до открытия судебного процесса, обвинение предоставило суду стенограммы их свидетельских показаний. Адвокаты Ниссенсона настаивали на невиновности своего подзащитного. Ниссенсон признал на одном из судебных заседаний, что был знаком с Кэти Грейвс, однако он заявил суду о том, что убийство девушки совершила его бывшая жена Шерил Роуз в то время как он покинул их и отправился в поездку с целью покупки наркотических средств. Его адвокаты требовали признать показания Роуз недействительными, так как в разные годы Шерил Роуз дала противоречивые свидетельства о том, при каких обстоятельствах происходило убийство Кэти Грейвс. В стенограмме показаний 1990 года, Роуз утверждала о том, что Ниссенсон увез Грейвс на собеседование, так как девушка находилась в поисках работы, после чего она ее больше не видела, впоследствии она изменила свои первоначальные показания и заявила о том. что в действительности Ниссенсон, она и Кэти Грейвс в день убийства девушки находились в фургоне Джозефа, который 15 августа 1989 года остановил его в лесистой местности и отправился вглубь леса с Кэти Грейвс. где совершил на нее нападение и убил.  Роуз утверждала, что из фургона Джозеф Ниссенсон вышел с одеялом в руках, на котором после совершения убийства Грейвс остались пятна крови. Через 17 лет, в стенограмме показаний 2007 года Шерил Роуз заявила, что в руках Ниссенсона находилась сумку с секс-игрушками и кухонным ножом, который стал орудием убийства.
Несмотря на  массу противоречивых данных и несостыковок в этом судебном процессе жюри присяжных заседателей в конце октября 2013 года вынесло вердикт о виновности Джозефа Ниссенсона по всем пунктам обвинения, после чего суд 11 декабря 2013 года приговорил его к смертной казни.

## В заключении
После осуждения Джозеф Ниссенсон был этапирован в камеру смертников тюрьмы Сан-Квентин, где дожидался исполнения смертного приговора. В марте 2019 года губернатор штата Калифорния Гэвин Ньюсом подписал указ о введении моратория на исполнение смертных приговоров в штате. На тот момент в камере смертников тюрьмы Сан-Квентин находилось 737 осужденных.
По состоянию на апрель 2023 года, 72-летний Джозеф Ниссенсон жив и отбывает уголовное наказание в тюрьме Сан-Квентин.